# Małgorzata Krzysica
Małgorzata Krzysica (ur. 9 listopada 1965 w Krakowie) – polska aktorka teatralna i filmowa.

## Życiorys
W 1988 została absolwentką Państwowej Wyższej Szkoły Teatralnej w Krakowie. W 2002 r. ukończyła klasę wokalną w Krakowskiej Szkole Jazzu i Muzyki Rozwykowej oraz studia podyplomowe w zakresie pedagogiki na Akademii Pedagogicznej w Krakowie.
Karierę teatralną zaczynała na deskach Teatru im. J. Słowackiego w Krakowie pracując tam w latach 1988–1991. W latach 1991–1993 grała w Teatrze Bagatela, a od 1993 r. występowała w krakowskim Teatrze Ludowym.

## Filmografia

### Filmy
- 1989 – Światło odbite, jako Beata
- 1989 – Oko cyklonu jako Maria, siostra leśniczego
- 1989 – Nocny gość jako Małgorzata
- 1990 – Superwizja jako kochanka Kuby
- 1991 – Trzy dni bez wyroku jako Baśka
- 2008 – Jeszcze raz jako kelnerka
- 2010 – Mistyfikacja jako prostytutka
- 2017 – Fanatyk jako Bożenka, żona Zbyszka

### Seriale
- 1997 – Sława i chwała
- 2001 – Klinika pod Wyrwigroszem
- 2001 – Samo niebo jako Hania, ekspedientka w butiku Maryli
- 2005 – Magda M. jako Nalewko (gościnnie)
- 2008 – Na dobre i na złe jako Urszula Kowalik, matka Róży (gościnnie)